# The Complex
The Complex (クロユリ団地?, Kuroyuri danchi) è un film del 2013 diretto da Hideo Nakata.

## Trama
Asuka, giovane studentessa aspirante infermiera, si trasferisce nell'antico complesso di appartamenti Kuroyuri con la sua famiglia. Fin dai primi giorni della sua permanenza nello stabile, la ragazza è testimone di molte stranezze, tutte legate all'appartamento accanto al suo: gli occupanti non si fanno mai vedere, ma la loro sveglia suona regolarmente alle 5.30 svegliandola, e inoltre si sentono strani rumori provenienti dalla stanza confinante con la sua camera da letto. Un giorno, trovando la porta aperta, Asuka si fa coraggio ed entra nell'appartamento accanto al suo e scopre il cadavere di un uomo anziano, deceduto per un attacco di cuore mentre grattava il muro in una disperata invocazione di aiuto.
Quella stessa notte Asuka sente ancora dei rumori provenire dall'appartamento del vecchio e recatasi a guardare dall'occhiello della porta di casa dell'anziano vede qualcuno muoversi all'interno dell'appartamento. Al mattino dice tutto ai suoi genitori che però non le credono. Mentre sta uscendo di casa fa amicizia con Shinobu Sasahara, esperto specializzato nel ripulire le case di persone da poco decedute, il quale le dice che gli è capitato diverse volte di avvertire presenze nelle case che puliva.
Il giorno dopo, mentre è all'ospedale per apprendere come comportarsi con le persone malate, ha una visione del vecchio morto che le dice « Tu morirai! ». Asuka, convinta che lo spirito del vecchio sia arrabbiato con lei per non aver risposto alla sua richiesta di aiuto, si reca a raccontare tutto a Shinobu, l'unico che sembra capirla. Rientrata a casa trova l'appartamento svuotato e deserto.
Terrorizzata la ragazza telefona a Shinobu ma appena sente al telefono la voce dell'anziano uomo dirle nuovamente « Tu morirai! » lascia cadere per terra il cellulare. Asuka si reca poi nell'appartamento vicino al suo e si ritrova faccia a faccia con un'apparizione del fantasma del vecchio proprietario. Asuka, terrorizzata, perde i sensi. Nel frattempo Shinobu si reca a casa dello zio di Asuka ed apprende che i genitori e il fratello di Asuka sono morti in un incidente di bus nel quale la stessa Asuka rimase ferita gravemente.
Asuka riprende i sensi e sentendo le voci dei suoi familiari provenire dal suo appartamento vi rifà ritorno. Al suo interno Asuka rivede la scena nella quale da piccola ricevette in regalo un orologio da parte dei suoi genitori e per lo shock ricorda tutto circa l'incidente in cui morì la sua famiglia. Shinobu giunge poco dopo a confortare la ragazza. Il mattino seguente Asuka racconta al ragazzo tutto circa l'incidente nel quale morirono i suoi familiari. Il ragazzo le dice che deve lasciare l'appartamento il più presto possibile.
Mentre sta uscendo di casa Asuka si ritrova davanti il piccolo Minoru, un bambino con il quale la ragazza ha stretto amicizia qualche giorno prima. Asuka lo fa entrare in casa e gli comunica che essendo sola al mondo lascerà presto l'appartamento. Minoru le dice che lui può diventare suo fratello e la ragazza accetta. I due poi assistono ad un fenomeno paranormale che li terrorizza.
Shinobu conduce un'amica spiritista a casa del vecchio e qui lei informa Asuka che l'anziano uomo non è arrabbiato con lei, bensì le è grato per aver trovato il suo cadavere. Shinobu informa Asuka che 13 anni prima un bambino di cinque anni di nome Minoru Kinoshita che si era nascosto in un cassonetto dei rifiuti morì bruciato vivo dentro l'inceneritore dei rifiuti. Dopo aver scoperto che altre persone sono morte in quel complesso di appartamenti, Shinobu insiste affinché Asuka lasci subito l'appartamento e la prega di ignorare il fantasma di Minoru se questo dovesse ripresentarsi da lei.
Il giorno dopo, mentre Asuka è sola in casa, Minoru bussa alla sua porta chiedendole di uscire a giocare con lui, ma la ragazza gli risponde che la cosa è impossibile perché lui è morto da molto tempo. Più tardi Shinobu tenta di chiamarla senza riuscirci e allora si reca a casa di lei dove apprende che ha nuovamente giocato con Minoru. Il ragazzo allora la prende di peso e tenta di trascinarla fuori dall'appartamento senza però riuscirvi.
Il giorno dopo Shinobu torna da Asuka insieme alla sua amica spiritista. La donna avvisa Asuka che è necessario compiere un esorcismo. Mentre la donna sta celebrando il rito, Minoru si ripresenta a casa di Asuka pregandola di giocare con lui. Asuka si rifiuta di aprirgli la porta e lo invita ad andarsene. Asuka sente allora le voci dei suoi genitori e del fratellino Satoshi chiederle di aprire la porta. La ragazza è intenzionata ad aprirla ma è fermata in tempo da Shinobu, il quale poi ha una visione dell'amica Hitomi, in coma da anni per colpa di un incidente stradale causato dallo stesso ragazzo, che lo prega di staccarle il supporto vitale e lasciarla morire. Shinobu commette l'imprudenza di aprire la porta ed una forza misteriosa lo scaraventa contro il muro. Asuka corre ad aiutarlo e poi guardando verso la porta d'ingresso vede Minoru, il quale continua ad invitarla a giocare con lui.
Minoru usa i suoi poteri contro Shinobu e Asuka gli promette che giocherà per sempre con lui se risparmierà la vita di Shinobu. Il bambino accetta ma Shinobu, appena si è ripreso, si scaglia contro di lui e sprofonda con esso nel pavimento. Shinobu si ritrova in un luogo sconosciuto dove Minoru lo fa bruciare vivo.
Il mattino seguente il detective avvisa lo zio di Asuka di averla ritrovata in stato confusionale nel suo appartamento mentre tentava di scavare nel pavimento. In auto Asuka domanda dove si trovino i suoi genitori e lo zio afferma che sono loro i suoi genitori. L'uomo poi dice che devono sbrigarsi o perderanno il bus che devono prendere. Asuka afferma di voler fare una foto di famiglia poi continua a domandarsi dove si trovi Satoshi affermando che non riesce ad addormentarsi senza il suo coniglio di peluche.

## Distribuzione
Il film venne presentato in anteprima all'International Film Festival Rotterdam il 27 gennaio 2013. Nei cinema giapponesi è uscito il 18 maggio 2013.
In Italia il film non è mai uscito nei cinema però è stato presentato in lingua originale con sottotitoli italiani nel corso della 15ª edizione del Far East Film Festival di Udine.

## Incassi
The Complex si è piazzato al primo posto come incassi ai botteghini incassando 1.486.523 dollari. Rimase al primo posto per due settimane. In totale il film ha incassato 8738992 $.

## Accoglienza
La critica ha dato al film sia recensioni positive che negative. Lo Screen Daily diede al film una recensione positiva descrivendolo come un «horror impressionante strutturato in modo che possa emozionare il pubblico». The Hollywood Reporter, invece, stroncò il film definendolo come «un deludente ritorno ai cliché legati al genere J-Horror che ispira più risate che brividi».

## Spin-off
Dato il successo del film ne è stato realizzato un dorama spin-off di 12 episodi intitolato Kuroyuri danchi: Joshō.